# Própolis

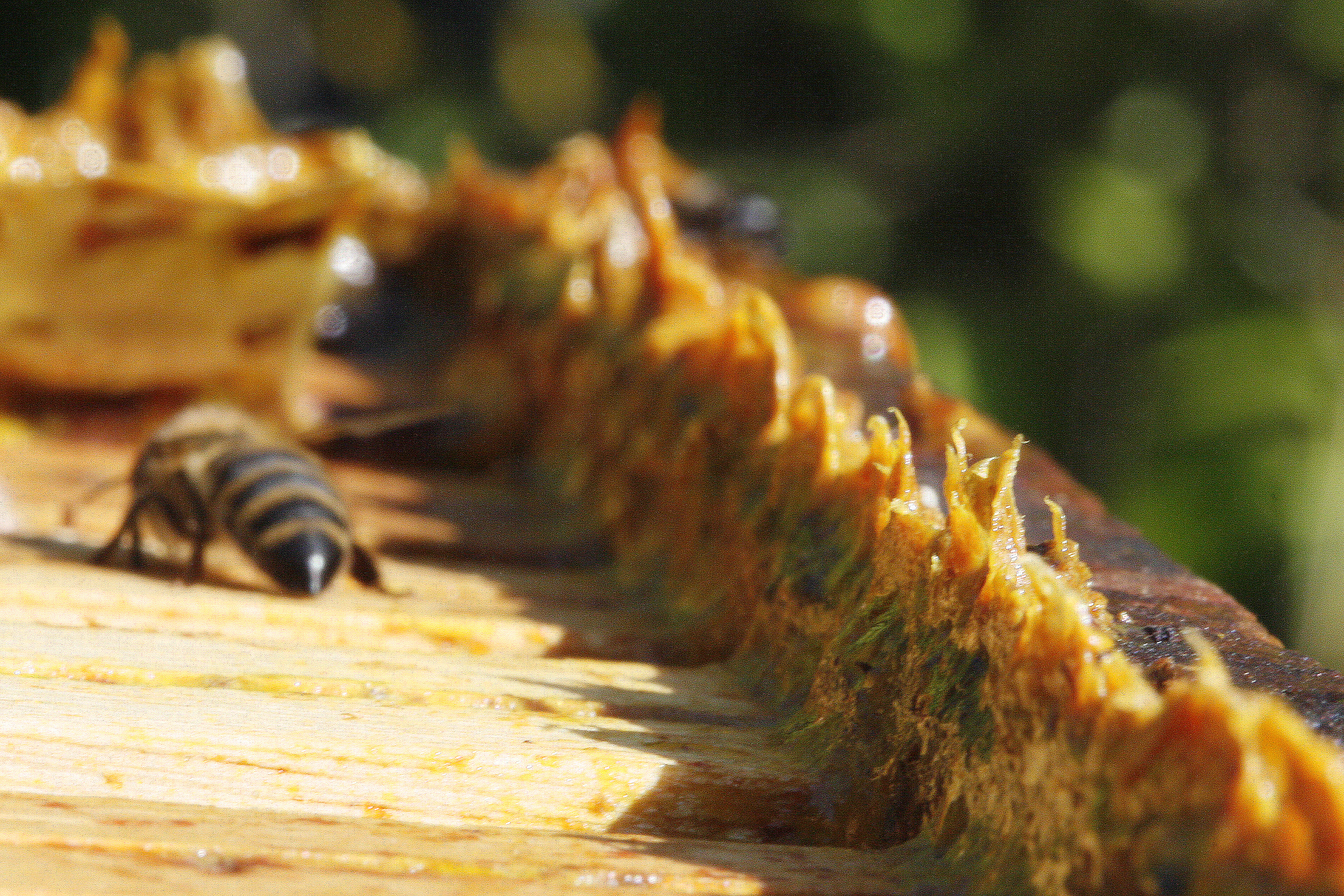
Própolis

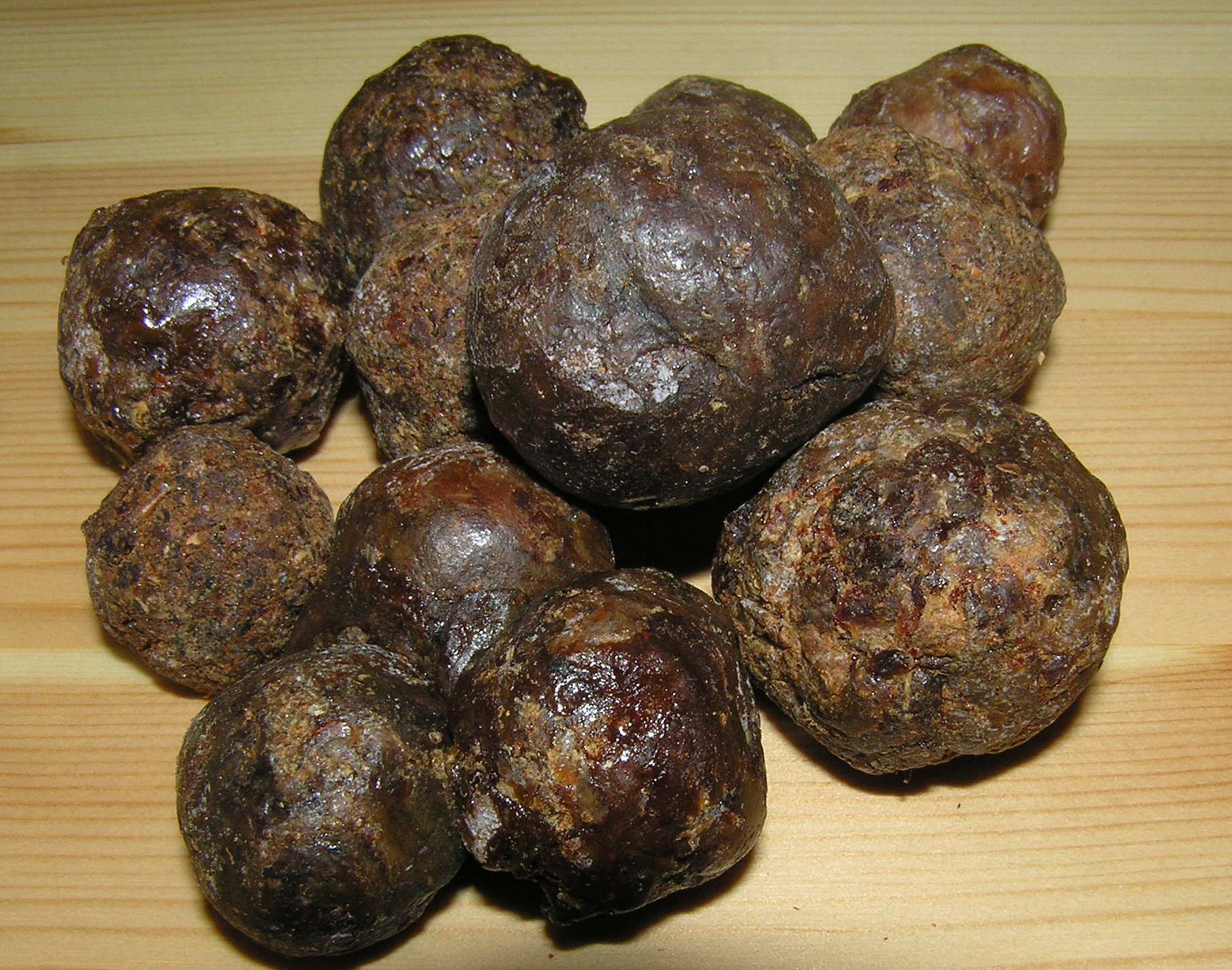
Própolis

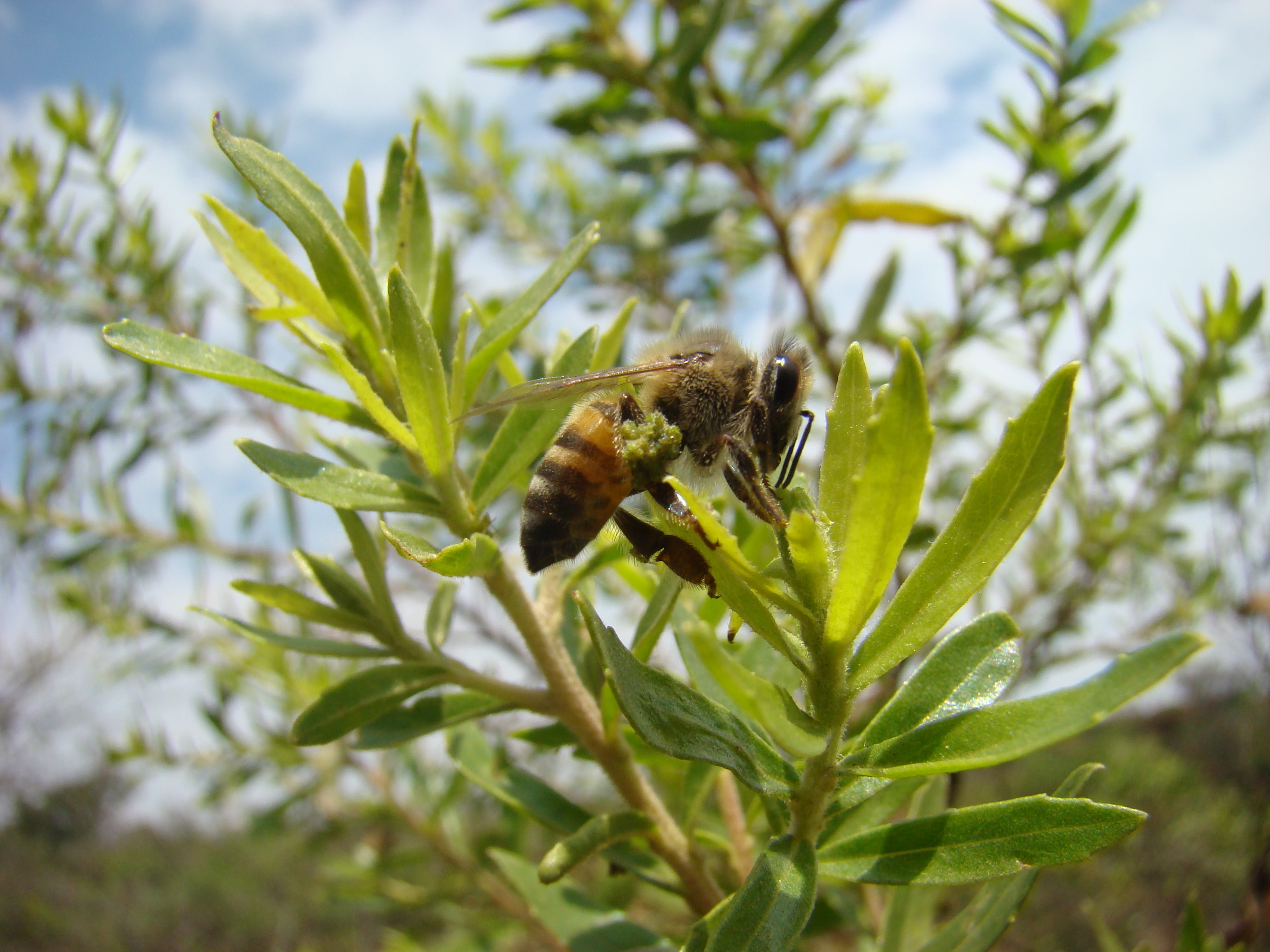
Abelha operária (Apis mellifera) coletando própolis verde de alecrim-do-campo (Baccharis dracunculifolia)(Foto: Michel Stórquio Belmiro)

Própolis é uma substância resinosa que as abelhas coletam de exsudatos de plantas, incluindo flores, brotos de folhas, resinas e mucilagens. Este material é enriquecido com saliva de abelha, que contém enzimas como β-glicosidase, juntamente com outras enzimas salivares específicas de abelhas. Ela é amplamente utilizada na medicina tradicional.
A cor, sabor e o aroma da própolis variam de acordo com sua origem botânica.
A palavra "própolis" é, na língua portuguesa, um substantivo de dois géneros e vem do grego: ["pro"= em favor de] + ["polis"= cidade], isto é, para o bem, em defesa da cidade, no caso, a colmeia.
Os gregos chamavam as portas de entrada de uma cidade de própolis , palavra formada pelo prefixo ‘pro-’ adicionado a ‘polis’ (cidade). Tempos depois, Plínio empregou esta palavra em latim para dar nome à cera – extraída da polpa das árvores – com a qual as abelhas recobrem a entrada de suas colmeias a fim de protegê-las contra fungos e bactérias.
A própolis contém diversos compostos bioativos com propriedades terapêuticas significativas. Sua composição química varia conforme a flora local, condições geográficas e climáticas, o que influencia diretamente seus compostos bioativos e efeitos sinérgicos.
As propriedades antibióticas e fungicidas desta substância, que em nossa língua se chama própole, eram conhecidas desde a mais remota antiguidade pelos sacerdotes egípcios e pelos médicos gregos e romanos, assim como por algumas culturas sul americanas. 

## Composição e variação quimiogeográfica da própolis
Sua composição é de 55% resinas vegetais; 30% cera de abelhas; 8 a 10% de óleos essenciais; e 5% de pólen aproximadamente.
A própolis é uma substância complexa e rica em diversos componentes bioativos. Sua composição inclui uma ampla variedade de compostos, como ácidos fenólicos, benzofenonas preniladas, flavonoides (tanto na forma de glicosídeos quanto de agliconas e seus ésteres), compostos orgânicos voláteis, sesquiterpenos, quinonas, cumarinas, esteroides, aldeídos, álcoois, cetonas e aminoácidos. Além disso, a própolis é uma fonte notável de elementos essenciais, incluindo magnésio, níquel, cálcio, ferro, zinco, césio, manganês, prata, cobre, alumínio e vanádio. Sua riqueza nutricional é complementada pela presença de aminoácidos e vitaminas do complexo B, C e E, tornando-a uma substância de grande interesse para estudos científicos e aplicações terapêuticas.
Sua composição varia significativamente dependendo da flora local, condições geográficas e clima. Os principais componentes incluem ácidos fenólicos, flavonoides, terpenos e outros metabólitos secundários. A própolis de zonas temperadas é rica em flavonoides e ésteres de ácido fenólico, enquanto a própolis brasileira verde contém principalmente fenilpropanoides prenilados. A própolis vermelha brasileira é caracterizada por isoflavonas e neoflavonoides.
A própolis verde do Brasil está associada a planta Baccharis dracunculifolia, conhecida também como alecrim-do-campo, onde é nativo.
A própolis vermelha do Brasil está associada as folhas e flores do cajueiro que serve de alimento para as abelhas africanas. Possui propriedades antioxidante, antibiótica e anti-inflamatória.
A própolis vermelha contém isoflavonas e neoflavonoides distintas, como a formononetina. Ela exibe propriedades antimicrobianas, cicatrizantes e anticancerígenas, tornando-a um tipo valioso para uso medicinal.
A própolis marrom se origina de uma variedade de plantas, incluindo Eucalyptus spp. e Baccharis spp. Sua composição química inclui flavonoides, ácidos fenólicos e ésteres aromáticos. A própolis marrom é o tipo mais comumente disponível e é amplamente utilizada em cosméticos e suplementos alimentares.
A própolis apresenta uma notável diversidade em sua composição química, variando de acordo com sua origem geográfica e botânica. A própolis de bétula russa, derivada da Betula verrucosa, é rica em flavonas e flavonóis. Na Venezuela e em Cuba, a própolis originária das espécies Clusia minor e Clusia rosea caracteriza-se pela presença de benzofenonas poliisopreniladas. A própolis chilena, associada a espécies como Eucalyptus e Ricinus, contém fenilpropanos, benzaldeídos, di-hidrobenzofuranos, benzopiranos e lignanas. No Pacífico, amostras de Taiwan e Japão (Okinawa) são ricas em flavanonas preniladas, ligadas à Macaranga tanarius. A própolis chinesa destaca-se pela presença de pinobanksina, ácidos fenólicos e flavonoides como pinocembrina e crisina. Na Indonésia, foram identificados compostos como petunidina e gingerol C, enquanto na Nova Zelândia, dumasina e miristicina são únicos. A própolis brasileira é conhecida pela retusapurpurina A na variedade vermelha e artepilina C na verde. Amostras das Ilhas Canárias, Colômbia e Costa Rica apresentam, respectivamente, lignanas furofurânicas, crisosplenol-O-metil-éter e nemorosona. Em outras regiões como Cazaquistão, Índia e Turquia, destacam-se flavonoides, compostos polifenólicos e marcadores específicos como lasiocarpinas. Estudos no México e na Nigéria revelaram a presença de antraquinonas e derivados de flavonoides, evidenciando a ampla variedade fitoquímica da própolis em diferentes partes do mundo.
Dos mais de 200 compostos químicos já identificados na própolis, entre os principais compostos ativos podemos citar os compostos flavonoides, ácidos aromáticos, terpenoides, aldeídos, álcoois, ácidos alifáticos e ésteres, aminoácidos, esteroides, açúcares, etc.

## Métodos Convencionais de Extração da Própolis
A própolis contém diversos compostos bioativos com propriedades terapêuticas significativas. Sua composição química varia conforme a flora local, condições geográficas e climáticas, o que influencia diretamente seus compostos bioativos e efeitos sinérgicos.
A extração e purificação são necessárias para remover substâncias inertes e reter polifenóis, considerados os componentes mais importantes. O método de extração e a polaridade do solvente afetam significativamente a composição bioquímica e biodisponibilidade dos extratos.
Métodos convencionais incluem:
Maceração: amplamente utilizada, envolve separação dos compostos ativos após extração
Extração etanólica: eficaz na solubilização de compostos fenólicos, mas pode causar irritação em grupos sensíveis
Solventes alternativos: propilenoglicol, polietilenoglicol, glicerol e óleos vegetais oferecem opções mais seguras
Técnicas inovadoras de extração incluem:
Extração ultrassônica: rápida extração de flavonoides em baixas temperaturas
Combinação de ultrassom e micro-ondas: extração rápida e eficiente em condições amenas
Extração de ultra-alta pressão: aumenta penetração do solvente e transferência de massa
Extração com fluidos supercríticos: preserva compostos termossensíveis sem deixar resíduos

## Técnicas Analíticas Avançadas de Caracterização da Própolis
Técnicas avançadas são essenciais para caracterizar precisamente a complexa composição química da própolis, composta por centenas de compostos incluindo polifenóis, flavonoides, terpenos e outros metabólitos secundários.
Principais técnicas utilizadas:
Cromatografia Líquida de Alta Eficiência (HPLC): amplamente utilizada para separação, identificação e quantificação de compostos fenólicos e flavonoides
Cromatografia Líquida de Ultra-Alta Eficiência acoplada à Espectrometria de Massas em Tandem (UHPLC-QqQ-MS/MS): técnica altamente sensível para determinação de compostos fenólicos
Cromatografia Líquida acoplada à Espectrometria de Massas em Tandem por Ionização por Electrospray (LC-ESI-MS/MS): permite identificação precisa de compostos bioativos
Espectrometria de Massas por Tempo de Voo (QTOF-MS): oferece alta resolução e precisão na determinação da massa molecular, útil para identificação de novos compostos
Estas técnicas avançadas são fundamentais para explorar a complexidade química da própolis, identificar compostos responsáveis por suas propriedades biológicas e desenvolver novas aplicações farmacêuticas e nutracêuticas.

## Propriedades medicinais do própolis
Entre as propriedades medicinais do própolis encontram-se sua ação:

### Antimicrobiana
- Propolis: A Review. [8]

- Antimicrobial activity of propolis on oral microorganisms. [9]

### Antifúngica
- Millet - Clerc et. al., Plant. Med. Phytother, 21, 3-7, 1987; [carece de fontes?]
- Kujumgiev et. al., 64 (2), 235-240, 1999; [carece de fontes?]
- Silici et al J. Pharmacol. Sci. 99, 39, 2005;em linha

### Antivirótica
- Esanu et. al., Virologie, 32, 213-215, 1981; [carece de fontes?]

### Antiprotozoário
- Scheller et. al. Arzneim - Forsch. Drug., 30, 1847-1848, 1980; [carece de fontes?]
- Towers et. al. Rev. Cuban Cienc. Vet., 15-19, 1990; [carece de fontes?]

### Bactericida e bacteriostática
- Focht et. al. - Arzneimitteln Forschung 43-II (8) 921-923, 1993; [carece de fontes?]

### Anestésica
- Ghisalberti, 1979 [carece de fontes?]
- Paintz and Metzner, 1979; [carece de fontes?]

### Anti-inflamatória
- Bertolucci et al. (2025)[1]
- Olinescu, Stud. Cercet. Biochim., 34, 19-25, 1991; [carece de fontes?]

### Antioxidante[10][1]
- Yanishlieva & Marinova, Kharanitelnopr. Nauka, 2, 45-50, 1986;
- Bertolucci et al, 2025.[1]

### Cicatrizante e regeneradora de tecidos
- Stojko et. al., Arzneim - Forsch. Drug Rês., 28, 35-37, 1978;
- Bertolucci et al. (2025)[1]

### Anti-séptica e hipotensiva
- Ghisalbert, Bee World, 60, 59-84, 1979; [carece de fontes?]

### No tratamento degengivites
- Magro Filho et. al., 32, 4-6, 1990; [carece de fontes?]

### Hepatoprotetora e anti-ulcerígena
- Kabanov et. al., Sov. Med., 6, 92-96, 1989; [carece de fontes?]

### Estimuladora do sistema imunológico
- Bertolucci et al. (2025)[1]
- Manolova, et al, 1987;em linha
- Moriyasu, et al, 1993;[carece de fontes?]
- Harish, et al, 1997;[carece de fontes?]

### Inibidora na multiplicação de células tumorais
- Matsuno et. al. 1992;[carece de fontes?]
- Kimoto et. al. 1995;[carece de fontes?]

## Compostos Bioativos da Própolis na Saúde Óssea[1]
Bertolucci et al, 2025, identificaram diversos compostos bioativos da própolis com efeitos benéficos na saúde óssea:
Éster fenetílico do ácido cafeico (CAPE): Inibe a formação de osteoclastos e estimula a atividade dos osteoblastos.
Apigenina: Promove a osteogênese e inibe a osteoclastogênese através da modulação da via Wnt/β-catenina.
Quercetina: Inibe a formação de osteoclastos e promove a diferenciação de osteoblastos.
Ácido ferúlico: Suprime a diferenciação de osteoclastos e protege contra a osteoporose induzida por glicocorticoides.
Pinocembrina: Inibe a formação de osteoclastos e promove a diferenciação de osteoblastos.
Kaempferol: Estimula a proliferação e diferenciação osteogênica de células-tronco mesenquimais.
Ácido p-cumárico: Inibe a osteoclastogênese e estimula o crescimento ósseo.
Galangina: Suprime a progressão do osteossarcoma e protege contra a osteoporose induzida por glicocorticoides.
Estes compostos atuam através de diversos mecanismos, incluindo modulação de vias de sinalização, efeitos antioxidantes e anti-inflamatórios, e regulação da expressão gênica relacionada ao metabolismo ósseo.

## Uso do própolis pelas próprias abelhas
É utilizada pelas abelhas de diversas formas:
- Para proteger a colmeia de intrusos e do frio, mantendo a temperatura ideal para suas crias, fechando frestas e diminuindo o tamanho da entrada;

- Para desinfetar o interior da colmeia e os alvéolos onde a abelha rainha faz a postura dos ovos;

- Quando um intruso é abatido e não pode ser retirado do interior da colmeia, as abelhas cobrem o intruso com própolis, evitando que sua putrefação contamine o ninho.

Foi recentemente mostrado que as abelhas puderam sobreviver por um tempo mais longo quando tinham usado a própolis para selar as fendas da colmeia. Isso é provavelmente porque a própolis, feita de 50% de resina, contém bastantes moléculas com funções antibióticas.

## Uso do própolis ao longo da história
A própolis possui diversas propriedades biológicas e terapêuticas.
Desde a Antiguidade, a própolis já era utilizada como medicamento popular no tratamento de feridas e infecções. As histórias das medicinas das civilizações Chinesa e Mediterrâneas(como Egípcia, Grega etc) são ricas, todas contendo em seus escritos antigos centenas de receitas onde entram principalmente mel, própolis, larvas de abelhas e às vezes as próprias abelhas, para curar ou prevenir enfermidades. A própolis é conhecida como um poderoso antibiótico natural. Sprays de própolis são recomendados para combater dores de garganta.
Quando os antigos egípcios perceberam que as abelhas utilizavam a própolis para isolar animais invasores e evitar sua putrefação, passaram a empregar o material na preservação de suas múmias, muitas das quais permanecem conservadas até os dias atuais.
Hoje a própolis é utilizada com maior freqüência na prevenção e tratamento de feridas e infecções da via oral, também como antimicótico e cicatrizante, muitas vezes usada como spray. Estudos mais recentes indicam eficiente ação de alguns de seus compostos ativos com ação imunoestimulante e antitumoral.